# Reorganización de las diócesis ocupadas durante la Segunda Guerra Mundial

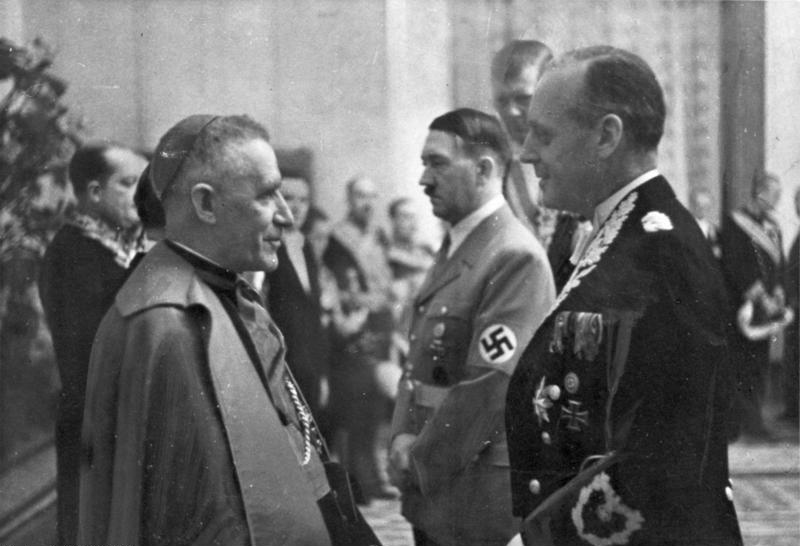
Cesare Orsenigo (a la izquierda, con Hitler y von Ribbentrop), nuncio en Alemania, también fue nuncio de facto en Polonia.

La reorganización de las diócesis ocupadas durante la Segunda Guerra Mundial fue una cuestión a la que se enfrentó el papa Pío XII de si extender la autoridad apostólica de los obispos de la Católica de la Alemania nazi y del Italia fascista a la Europa ocupada por la Alemania nazi durante la Segunda Guerra Mundial.
Aunque tal reorganización fue rechazada a menudo, la decisión de Pío XII de nombrar administradores apostólicos alemanes para la Polonia ocupada fue "una de sus decisiones más controvertidas". Estas acciones fueron la principal justificación dada por el Gobierno Provisional polaco respaldado por los soviéticos (que sustituyó al gobierno polaco en el exilio pro-católico), para declarar nulo el Concordato de 1925 en 1945, un acto que tuvo tremendas consecuencias para las relaciones entre Polonia y la Santa Sede en la posguerra. No hubo  Nuncio Apostólico en Polonia entre 1947 y 1989.

## Historia
Una nota del embajador del Reich ante la Santa Sede, Diego von Bergen, fechada el 29 de agosto de 1941 exigía que "todos los nombramientos eclesiásticos para puestos importantes en regiones anexionadas u ocupadas fueran comunicados primero a Berlín". La nota debía aplicarse a todos los "obispos residentes, coadjutores con derecho de sucesión, prelati nullius, administrador apostólicos, vicarios capitulares y todos los que tuvieran funciones equivalentes en el gobierno de una diócesis". En esta demanda se incluía explícitamente a Alsacia, Lorena, Luxemburgo, Baja Estiria, Carintia y Carniole, ya que Alemania consideraba que el derecho de consulta sobre nombramientos concedido por el Reichskonkordat' se extendía a los territorios ocupados.
La Santa Sede rechazó explícitamente esta demanda el 18 de enero. Tardini escribió en agosto de 1940:
El momento histórico actual es muy grave desde este punto de vista: Hitler, perseguidor de la Iglesia y dueño de gran parte de Europa, desea de un modo u otro imponer el nombramiento de obispos alemanes dentro de territorios no alemanes, y quiere ejercer e influir en los nombramientos, más de lo acordado anteriormente..... ¿Qué puede hacer la Santa Sede? Puede hacer lo que siempre ha hecho: reafirmar y defender su libertad, mantener con firmeza sus derechos frente a la coacción gubernamental cuando tal presión es perjudicial para el bien de las almas. El pueblo acogerá con alegría esta firmeza apostólica de la Santa Sede y se acercará a ella como único heraldo de la verdad divina y único protector de la dignidad humana.

### Albania
Mussolini invadió Albania el Viernes Santo de 1939. Al final de la guerra, la mayoría de los sacerdotes católicos supervivientes en Albania eran de origen italiano, habiendo sido utilizados por el régimen fascista para la expansión de la cultura y la influencia italianas. Tras la invasión italiana, "la Iglesia católica disfrutó de una posición de favor e influencia durante toda la Segunda Guerra Mundial". Anton Harapi, sacerdote católico, fue nombrado regente, y Maliq Bushati, católico, fue nombrado primer ministro. Según Kent, "en Albania, más que en ningún otro país, la Iglesia católica había sido una fuerza antinacional al servicio del enemigo nacional".

### Bélgica
Los decanatos de Eupen, Malmedy y Moresnet, todos ellos Diócesis de Lieja, pero anexionados a la Alemania nazi, fueron subordinados a un Administrador Apostólico, primero (1941-1943) Hermann Joseph Sträter, administrador diocesano de Aquisgrán, y después (1943-1945) Johannes Joseph van der Velden, Obispo de Aquisgrán.

### Checoslovaquia (parte occidental)
El corazón de Checoslovaquia occidental se convirtió en el Protectorado de Bohemia y Moravia del Reich en 1939. En octubre de 1938, las regiones fronterizas occidentales de Checoslovaquia habían sido diseccionadas y anexionadas en su mayor parte por la Alemania nazi (Sudetes) y, en pequeña medida, por la Segunda República Polaca (Zaolžje, una zona de la Silesia checoslovaca). Estas anexiones sólo habían sido reconocidas internacionalmente en parte en su momento y fueron revertidas tras la Segunda Guerra Mundial. La mayoría de los habitantes de la  diócesis de Budejovice eran de etnia checa (con una pequeña minoría alemana). A. Eltschkner fue nombrado obispo y el gobierno alemán fue notificado incluso antes de que apareciera un anuncio en L'Osservatore Romano. El 24 de juli o von Bergen exigió un obispo de etnia o nacionalidad alemana para Budejovice (insinuando su favor a J. Remiger), haciendo referencia al nombramiento de obispos franceses para la Metz y la Strasbourg en 1919. La  Congregación para Asuntos Eclesiásticos Extraordinarios llevó a cabo una investigación, que concluyó que el nombramiento original debía llevarse a cabo.
Tras la toma de Zaolžje por los polacos, nunca reconocida internacionalmente, el gobierno polaco solicitó a la Santa Sede que separara las parroquias de la Archidiócesis de Breslavia (al norte de Zaolžje) o de la Archidiócesis de Olomouc (al sur de Zaolžje), respectivamente, ambas tradicionalmente territorios diocesanos transfronterizos en Checoslovaquia y Alemania. La Santa Sede accedió y el papa Pío XI sometió entonces las parroquias católicas de Zaolžje a una administración apostólica bajo Stanisław Adamski, obispo de Katowice, que ocupó ese cargo hasta el 31 de diciembre de 1939. El 23 de diciembre de 1939 Orsenigo nombró -con efectos del 1 de enero de 1940- al arzobispo de Breslavia Adolf Bertram y al arzobispo de Olomouc Leopold Prečan administradores apostólicos exactamente de las parroquias católicas de Zaolžje, donde Pío XI los había depuesto en 1938.

### Estonia
Eduard Profittlich, S.J., administrador apostólico de Estonia, fue uno de los muchos clérigos católicos víctimas de las deportaciones soviéticas de Estonia en 1941. La Ocupación de Estonia por la Alemania nazi impidió activamente que la jerarquía católica se reconstituyera aunque se permitió al jesuita Henri Werling asumir las funciones de monseñor Profittlich.

### Francia
Charles Ruch, obispo de Estrasburgo fue expulsado tras la anexión alemana y no pudo regresar hasta 1945. 
Tras una manifestación francófila con motivo de la fiesta de la Asunción de María (15 de agosto) en 1940, los ocupantes nazis expulsaron a Joseph-Jean Heintz, Obispo de Metz y no pudo regresar hasta el otoño de 1944.

### Hungría
Hungría obtuvo parte del territorio de la antigua Rumanía el 29 de agosto de 1940 y, a su vez, exigió una reorganización eclesiástica. La Santa Sede se lo negó.

### Lituania
Un acuerdo entre Lituania y la Unión Soviética puso la ciudad de Vilnius y la Región de Vilnius bajo la jurisdicción de la todavía independiente Lituania el 10 de octubre de 1939. El gobierno lituano solicitó que el arzobispo Romuald Jałbrzykowski fuera apartado de la sede. La respuesta del cardenal secretario de Estado Luigi Maglione fue que "el gobierno de Kaunas debería comprender que la Santa Sede no puede correr detrás de los ejércitos y cambiar obispos a medida que las tropas de combate ocupan nuevos territorios pertenecientes a países distintos del suyo". Jałbrzykowski fue expulsado por los alemanes en 1942. Cuando el obispo auxiliar Mečislovas Reinys sustituyó a Jałbrzykowski, se desataron nuevas tensiones entre polacos y lituanos.

### Polonia
Tras la ocupación de Polonia (1939-1945), el gobierno de las diócesis fue "una de las primeras cuestiones que tuvo que afrontar la Santa Sede". Muchas de las sedes principales estaban vacantes antes de la guerra, incluida Varsovia, donde el cardenal Aleksander Kakowski había muerto en diciembre de 1938. En Cracovia, el anciano arzobispo Adam Stefan Sapieha había enviado su carta de renuncia al papa.
El cardenal August Hlond, primado de Polonia, no pudo regresar a su Arquidiócesis de Poznań-Gniezno, al haber acompañado al gobierno polaco en el exilio al Rumanía y continuar después a Roma. Sin embargo, había nombrado vicarios generales para representarle, Catedral Capitular Eduard van Blericq para Gniezno y Obispo auxiliar Walenty Dymek para Poznań.
Otros obispos habían sido obligados a abandonar sus diócesis en los primeros días de la guerra, como Stanisław Okoniewski, obispo del Chełmno-Pelplin, y Karol Mieczysław Radoński, el  obispo de Włocławek. El arzobispo Antoni Julian Nowowiejski de la diócesis de Płock fue asesinado en el campo de concentración de Soldau i Działdów. El obispo auxiliar de Okoniewski Konstantyn Dominik fue internado a finales de 1939. Además, el obispo auxiliar de Radoński Michał Kozal fue arrestado a finales de 1939 y finalmente murió en el campo de concentración de Dachau; el auxiliar de Lublin, el obispo Władysław Goral, fue igualmente arrestado y asesinado en Campo de concentración de Sachsenhausen, al igual que el obispo Leon Wetmanski, auxiliar de Płock, en Auschwitz. De hecho, los ocupantes alemanes emprendieron una política sistemática de obligar a los obispos a abandonar sus diócesis, internándolos y arrestándolos.
Aproximadamente 2.600 miembros del clero polaco, o el 20% de todos, fueron asesinados por los nazis, entre ellos cinco de los seis obispos del Reichsgau Wartheland; los sacerdotes eran el objetivo por sus actividades de resistencia y su importancia cultural. A lo largo de la línea de demarcación nazi-soviética, establecida por el Pacto Molotov-Ribbentrop, en lugar de nombrar nuevos obispos en las diócesis recién diseccionadas, se hizo que los obispos de las diócesis vecinas actuaran como  administradores apostólicos. Los administradores apostólicos, a su vez, debían designar a dos sacerdotes que pudieran sustituirles en caso de muerte o arresto.
Casi inmediatamente, el embajador del Reich ante la Santa Sede, Diego von Bergen, dejó claro que a la Alemania nazi le gustaría ver a prelados alemanes nombrados administradores temporales de las sedes cuyos obispos habían sido depuestos. El prelado Franz Hartz, Prelatura Territorial de Schneidemühl alemán, fue sugerido por el embajador como administrador para Gniezno-Poznań, Obispo de Danzig Carl Maria Splett para Chełmno-Pelplin, y el arzobispo de Breslavia Adolf Bertram para la Katowice, que había sido desvinculada de su sede en 1922. Según el monseñor Domenico Tardini, Pío XII "reconociendo la solidez de esta propuesta, ha decidido posponerla". Salvo en el caso de Splett, la Santa Sede no aceptó ninguna de las propuestas. 
Como el nuncio en Varsovia, Filippo Cortesi, había huido con el gobierno en el exilio, Pío XII extendió la jurisdicción de Cesare Orsenigo, el nuncio en Alemania, a Polonia el 1 de noviembre. La Alemania nazi se opuso terminantemente a la competencia de Orsenigo para Polonia porque la Santa Sede no reconocía las anexiones alemanas del territorio polaco y de Danzig, pero mantuvo sus lazos diplomáticos con el gobierno polaco en el exilio.
Hacia el 29 de noviembre, Pío XII dio marcha atrás en su postura contraria al nombramiento de extranjeros para sedes en la Polonia ocupada. Orsenigo sugirió a Pío XII que sería "oportuno nombrar" a Splett administrador apostólico de Chełmno-Pelplin. Splett era obispo de la entonces exenta diócesis de Danzig, que pertenecía a la nunciatura en Polonia, y era danzigeriano, por lo que no fue alemán hasta la anexión de su país natal, sólo unas semanas antes de su nombramiento. Así que Pío XII accedió a que Orsenigo designara a Splett administrador apostólico de Chełmno-Pelplin con efectos del 5 de diciembre de 1939. El gobierno en el exilio, ahora en Londres, lo consideró una traición al concordato de 1925 entre la Santa Sede y Polonia, que prohibía poner cualquier territorio polaco bajo la jurisdicción de un obispo fuera de Polonia. Fue muy inusual que no la Congregación Consistorial o la  Congregación para Asuntos Eclesiásticos Extraordinarios, respectivamente, en nombre papal, sino Orsenigo, usando poderes plenipotenciarios papales especiales, nombrara a Splett, una peculiaridad que se repetía con cada nombramiento de administradores apostólicos extranjeros en la Polonia anexionada y ocupada por los alemanes.

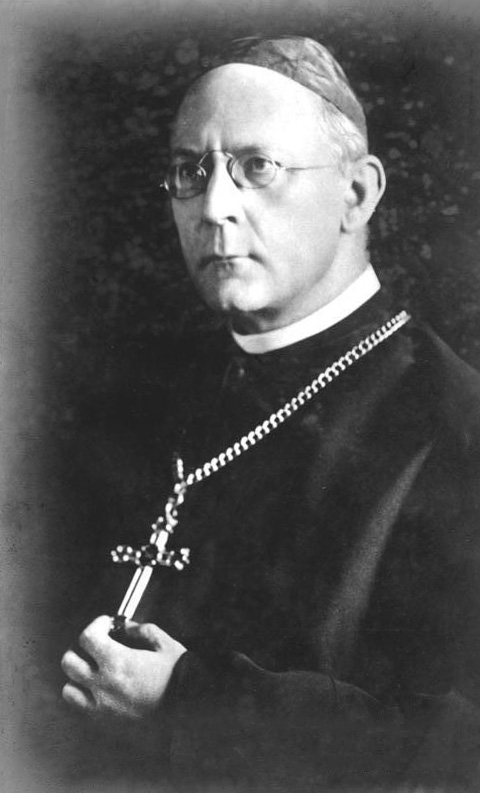
Cardenal Adolf Bertram, a quien Orsenigo nombró administrador apostólico de las parroquias católicas de Zaolzie

. El 23 de diciembre de 1939, Orsenigo nombró a Bertram y a Leopold Prečan, arzobispo de Olomouc, administradores apostólicos de las parroquias católicas de Zaolzie, con efecto a partir del 1 de enero de 1940. Zaolzie era en realidad una zona checoslovaca, que Polonia se había anexionado el 2 de octubre de 1938 alegando que la mayoría de los checoslovacos eran de etnia polaca. En realidad, las parroquias habían pertenecido a la archidiócesis de Breslavia o a la de Olomouc, respectivamente, ambas tradicionalmente territorios diocesanos transfronterizos de Checoslovaquia y Alemania. 
Cuando el gobierno polaco exigió, tras la toma de Zaolzie, aún sin reconocimiento internacional, que las parroquias se separaran de estas dos archidiócesis, la Santa Sede accedió. [El papa Pío XI sometió entonces las parroquias católicas de Zaolzie a una administración apostólica bajo el obispo de Katowice, Stanisław Adamski. En Zaolzie, Bertram y Prečan sustituyeron en 1940 a Adamski, que a su vez los había reemplazado allí en 1938. Sin embargo, es falso que Bertram, como administrador apostólico, sustituyera a Adamski como obispo de Katowice.: 163 